# Lámpara de vapor de sodio

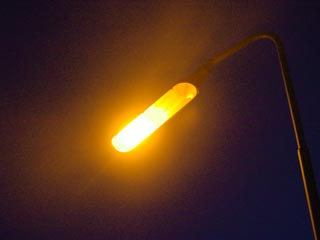
Luminaria de un sistema de alumbrado público equipada con una lámpara de vapor de sodio de baja presión

La lámpara de vapor de sodio es un tipo de lámpara de descarga de gas que usa vapor de sodio para producir luz. Son una de las fuentes de iluminación actuales más eficientes, ya que proporcionan gran cantidad de lúmenes por vatio. El color de la luz que producen es amarillo brillante.

## Tipos
Se divide en dos tipos: 
- Vapor de sodio a baja presión (SBP): la lámpara de vapor de sodio a baja presión es la más eficiente, ya que genera más de 200 lum/W. En cambio la reproducción cromática es muy pobre.

- Vapor de sodio a alta presión (SAP): la lámpara de vapor de sodio a alta presión es una de las más utilizadas en el alumbrado público ya que proporciona una reproducción de los colores considerablemente mejor que la anterior, aunque no tanto como para iluminar algo que requiera excelente reproducción cromática. Por el contrario, su rendimiento, es algo menor que la de SBP, por encima de los 100 lum/W

## Características

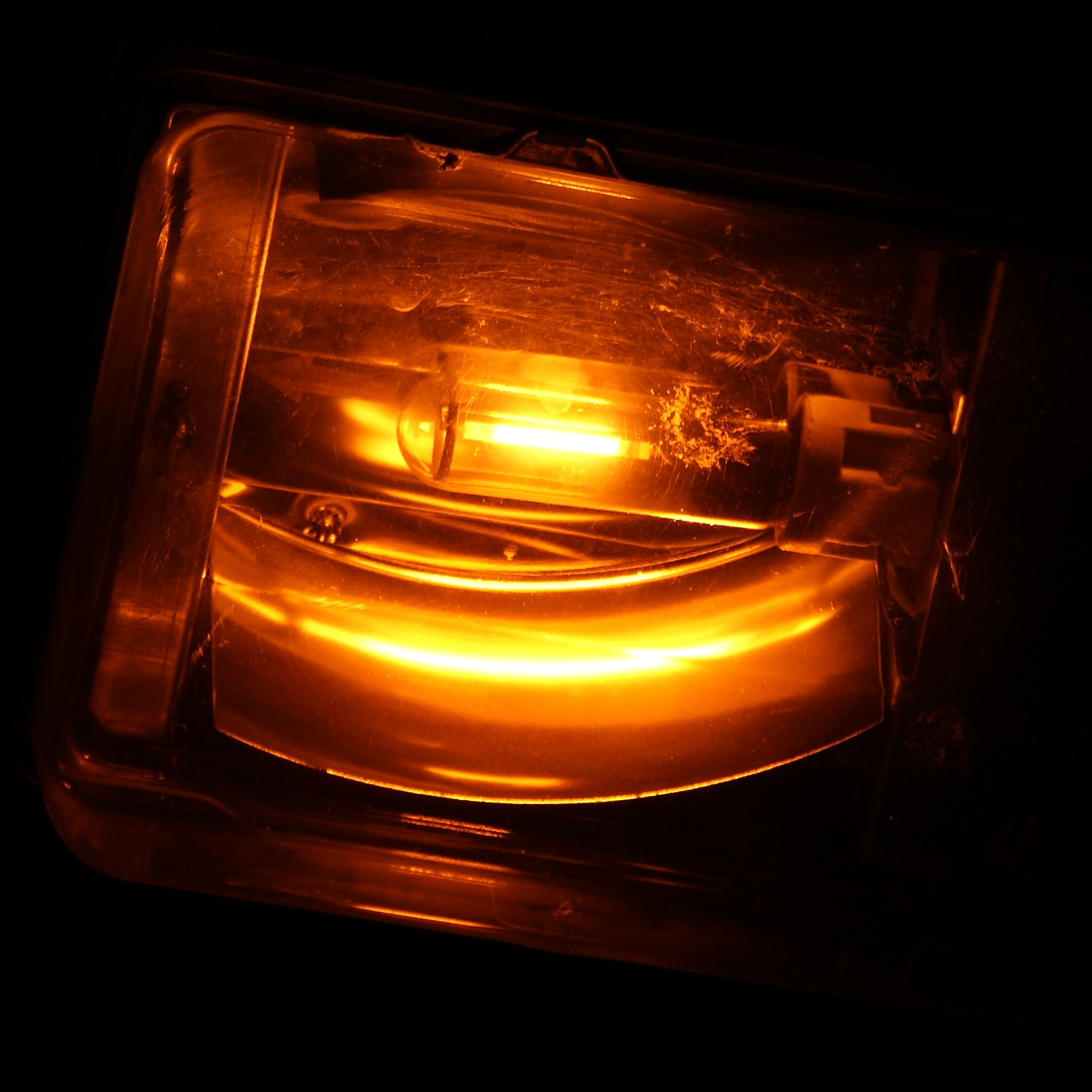
Una lámpara de vapor de sodio.

El foco de vapor de sodio está compuesto de un tubo de descarga de cerámica translúcida, esto con el fin de soportar la alta corrosión del sodio y las altas temperaturas que se generan; en los extremos tiene dos electrodos que suministran la tensión eléctrica necesaria para que el vapor de sodio encienda.
Para operar estas lámparas se requiere de un balasto y un arrancador (Ignitor), generalmente se le agrega un capacitor pero su función es únicamente mejorar el Factor de potencia o Coseno de Fi del conjunto pudiendo descartarse el mismo con el consiguiente aumento de la Potencia aparente (esto lo veríamos midiendo con una Pinza voltiamperométrica).
Para su encendido requiere alrededor de 4-6 minutos y para el reencendido de 4-5 minutos.
El tiempo de vida de estas lámparas es muy largo ya que ronda las 24 000 horas y su rendimiento está entre 80 y 150 lum/W las de SAP y entre 135 y 200 lum/W las SBP.

## Usos
- Si bien son de elevado rendimiento luminoso, el hecho de tener una luz monocromática hace que sus aplicaciones se vean reducidas.
- Se usa preferentemente en alumbrado urbano vial: calles y avenidas urbanas; accesos y salidas de grandes ciudades; carreteras y autopistas; túneles urbanos y de carretera; depósitos y almacenes; garajes de camiones; etc.